# La Chair du diable
Pour plus de détails, voir Fiche technique et Distribution.
La Chair du diable (The Creeping Flesh) est un film britannique réalisé par Freddie Francis, sorti en 1973.

## Synopsis
Dans la scène introductive le professeur Emmanuel Hildern reçoit un nouveau collaborateur recruté pour l'aider dans ses recherches. Il explique qu'il cherche un vaccin contre le "mal". Le film se déroule ensuite en un très long flash-back : De retour en 1894 d'une expédition en Nouvelle-Guinée, il rapporte un gigantesque squelette d'humanoïde. Alors qu'il commence à faire des analyses, sa fille insiste pour qu'il déjeune avec elle, il en profite pour prendre connaissance du courrier et apprend la mort de sa femme. Nous apprenons qu'elle était internée depuis plusieurs années dans un asile dirigé par le frère du professeur, James Hildern. Fortuitement Emmanuel se rend compte que lorsque les os de l'humanoïde sont mis en contact avec de l'eau, sa chair se reconstitue. Il en analyse le sang, et théorise que l'humanoïde devait être une "créature du mal" En mélangeant du sang humain et le sang de la créature, Emmanuel croit obtenir un sérum qu'il teste d'abord sur un singe. Pendant ce temps, Penelope, la fille de Hildern entre dans la chambre de sa mère où elle n'avait jamais pu pénétrer. Elle y découvre les vestiges de son passé de danseuse aux Folies-Bergère, sa passion pour les hommes et les jolies toilettes, mais apprend aussi sa mort. Hildern a une altercation avec sa fille et craint que la folie de sa femme soit héréditaire, et il lui injecte le sérum. Le lendemain Hildern découvre que le singe à qui on a injecté le sérum s'est échappé de sa cage et a en partie ravagé le laboratoire, il devient inquiet de ce qui a pu arriver à sa fille qui a quitté le domicile. Penelope erre dans les rues chaudes, entre dans un rade, griffe violemment un homme qui voulait coucher avec elle, puis en tue un autre. La foule la poursuit, elle se réfugie dans une grange où se cache un évadé de l'asile de James Hildern. Celui-ci l'aide, mais elle le tue et est maîtrisée par la foule. La police la conduit à l'asile de son oncle. James tente un chantage sur son frère pour connaitre l'avancée de ses travaux, sinon il révélera ce qui est arrivé à sa fille. Emmanuel ne cède pas au chantage mais James lui dérobe ses notes. Celles-ci sont cependant insuffisantes, et James décide de voler le squelette. Le vol réussit mais le squelette prend l'eau et sa chair se reconstitue, le coche verse dans un fossé. Emmanuel parti à leur poursuite rebrousse chemin quand il voit une étrange créature encapuchonnée errer dans la nuit. La créature poursuit Emmanuel jusque chez lui, l'épargne mais l'ampute d'un doigt. Fin du flash-back, on s'aperçoit que la scène d'introduction avait lieu dans l'asile de James dans laquelle Emmanuel est interné, Penelope y est également enfermée dans une autre cellule. Le film laisse le spectateur juger si l'histoire d'Emmanuel est vraie ou s'il s'agit d'un délire d'un savant fou.

## Fiche technique
- Titre français : La Chair du diable
- Titre original : The Creeping Flesh
- Réalisation : Freddie Francis
- Scénario : Peter Spenceley & Jonathan Rumbold
- Musique : Paul Ferris
- Photographie : Norman Warwick
- Montage : Oswald Hafenrichter
- Décors : George Provis
- Costumes : Anne Donne
- Production : Michael P. Redbourn
- Sociétés de production : Tigon British Film Productions & World Film Services
- Société de distribution : Columbia Pictures
- Pays :  Royaume-Uni
- Langue : Anglais
- Format : Couleur - Mono - 35 mm - 1.85:1
- Genre : Science-fiction et horreur
- Durée : 88 minutes
- Dates de sortie : 1973 (Royaume-Uni), 12 février 1973 (États-Unis)

## Distribution
- Peter Cushing : Emmanuel Hildern
- Christopher Lee : James Hildern
- Lorna Heilbron : Penelope Hildern
- George Benson : Waterlow
- Kenneth J. Warren : Charles Lenny
- Duncan Lamont : L'inspecteur
- Catherine Finn : Emily
- Harry Locke : Le barman
- Hedger Wallace : Dr. Perry

## Autour du film
- Le tournage s'est déroulé aux studios de Shepperton.
- Il s'agit du dernier film de George Benson et d'Harry Locke.
- Initialement, Don Sharp devait réaliser le film mais c'est Freddie Francis qui l'a remplacé au dernier moment [1]